# Menschenrechtsstiftung der Türkei
Die Menschenrechtsstiftung der Türkei (Türkiye İnsan Hakları Vakfı, auch TİHV) wurde 1990 vom Menschenrechtsverein İHD und 32 Einzelpersonen gegründet. Offiziellen Status erlangte sie am 30. Dezember 1990. Als vorrangige Aufgaben sieht die TİHV die (kostenlose) Behandlung von Folteropfern und die Dokumentation von Menschenrechtsverletzungen in der Türkei an. Die TİHV finanziert sich aus Spenden und wird unter anderem von der UN, dem Europarat, dem Roten Kreuz und Amnesty International unterstützt.

## Behandlung von Folteropfern
Die Organisation verfügt über fünf medizinische Rehabilitationszentren in den Städten Ankara, Istanbul, Izmir, Adana und Diyarbakır. Bis Ende 2010 waren in den Zentren 12.450 Personen wegen folterbedingten Leiden kostenlos behandelt worden. Im Jahre 2011 wandten sich 452 Personen an die TIHV, um sich wegen der Folgen ihrer Folterung behandeln zu lassen. 320 von ihnen teilten mit, dass sie in diesem Jahr gefoltert wurden. Bis Ende November 2012 meldeten sich 506 Personen bei der TIHV, um sich wegen der Folgen von Folter behandeln zu lassen. 217 gaben an, im Jahre 2012 gefoltert worden zu sein. Die Arbeit in den Rehabilitationszentren wird statistisch ausgewertet und ist in Form von Jahresberichten sowohl auf der Website der Organisation als auch bei der deutschen Unterstützergruppe DTF in Türkisch und Englisch einsehbar.

## Dokumentationszentrum
Im Dokumentationszentrum in der Zentrale in Ankara werden täglich Berichte zu Menschenrechtsverletzungen in der Türkei herausgegeben. Seit 2008 werden die Berichte sowohl bei der TIHV als auch beim DTF veröffentlicht. Die Jahresberichte stehen teilweise nur in der türkischen Sprache zur Verfügung. Von der Vielzahl von Sonderberichten wurden nur einige im Internet publiziert.
Zu den Publikationen gehören:
- İşkence Dosyası (Folterakte) 12. September 1980–1995
- Güneydoğu'da Sağlık Hizmetleri ve Sorunlar (Gesundheitsdienste und Probleme im Südosten)
- Düşünce Özgürlüğü ve Göç (Meinungsfreiheit und Migration)
- TİHV Yargıda (TİHV vor Gericht), 1998
- İşkence ve Cezasızlık (Folter und Straffreiheit), 2005
- Medizinischer Bildatlas: Aufklärung über Folter in der Türkei, 2007

## Internationale Initiativen und Auszeichnungen
Die zu den Mitgliedsorganisationen des International Rehabilitation Council for Torture Victims (IRCT) zählende Stiftung ergriff im März 1996 die Initiative zu einer einheitlichen Richtlinie nach einem internationalen Symposium „Medizin und Menschenrechte“, das die türkische Ärztekammer in Adana veranstaltet hatte. An dem als Istanbul-Protokoll bekannten Werk arbeiteten 75 Ärzte, Psychotherapeuten, Rechtsanwälte und Menschenrechtler, die zusammen vierzig Organisationen aus fünfzehn verschiedenen Ländern repräsentierten. Neben einer Reihe von nationalen Auszeichnungen wurden die TIHV für ihre Arbeit auch mehrfach international ausgezeichnet, wobei der Europäische Menschenrechtspreis im Jahre 1998 unter den Auszeichnungen herausragt.